# Thryssa polybranchialis
Thryssa polybranchialis är en fiskart som beskrevs av Wongratana, 1983. Thryssa polybranchialis ingår i släktet Thryssa och familjen Engraulidae. Inga underarter finns listade i Catalogue of Life.